# Алексанян, Марат Егорович
Марат Егорович Алексанян (арм. Մարատ  Ալեքսանյան, 3 августа 1949, Элар — 19 апреля 2020) — армянский государственный деятель.
- 1966—1971 — Ереванский государственный университет. Юрист.
- 1966—1969 — был рабочим на заводе «Сириус» в Абовяне.
- 1969—1975 — занимался комсомольской работой.
- 1975—1984 — инструктор Абовянского райсовета КПА.
- 1984—1990 — работал старшим помощником межрайонного прокурора Абовяна.
- 1990—1995 — депутат Верховного совета Армянской ССР. Член постоянной комиссии по правам человека и вопросам национальностей. Член партии «АОД».
- 1996—1998 — был министром юстиции Армении.
- 1995—1999 — депутат парламента. Член постоянной комиссии по государственно-правовым вопросам. Член партии «АОД».